# 832 (szám)
A 832 (római számmal: DCCCXXXII) egy természetes szám.

## A szám a matematikában
A tízes számrendszerbeli 832-es a kettes számrendszerben 1101000000, a nyolcas számrendszerben 1500, a tizenhatos számrendszerben 340 alakban írható fel.
A 832 páros szám, összetett szám, kanonikus alakban a 26 · 131 szorzattal, normálalakban a 8,32 · 102 szorzattal írható fel. A számnak tizennégy osztója van a természetes számok halmazán, ezek növekvő sorrendben: 1, 2, 4,  8, 13, 16, 26, 32, 52, 64, 104, 208, 416 és 832.
A 832 négyzete 692 224, köbe 575 930 368, négyzetgyöke 28,84441, köbgyöke 9,40533, reciproka 0,0012019.